# Stefano Maderno
Stefano Maderno (1576 – 17 de septiembre de 1636, Roma) fue un escultor Italiano de principios del siglo XVII. Es considerado uno de los artistas que marcó el inicio de la transición entre el Alto renacimiento (Manierismo) y el Barroco.

## Biografía

### Inicios
Stefano Maderno nació en el año de 1576, y desde temprana edad empezó a dedicarse al mundo de la escultura, en especial restauraba obras antiguas, que más tarde influirían en el clasicismo de su estilo artístico.
Existen escasos documentos sobre la vida del artista, que han sido en muchas ocasiones contradictorios, especialmente la ubicación donde nació. Se ha mantenido la hipótesis de que posiblemente fue hermano o familiar del arquitecto Carlo Maderno, y por esta razón se cree que fue oriundo de la ciudad de Bissone, que hoy en día corresponde a la localidad del Cantón del Tesino. Sin embargo, el investigador y artista Ugo Donati ha cuestionado el lugar de procedencia de Maderno, debido a que encontró que en el certificado de defunción el lugar de nacimiento constaba como Palestrina.
Además, el debate de la procedencia de Maderno es cuestionable debido a que la investigadora Sylvia Pressouyre encontró el acta de matrimonio de Maderno con su segunda esposa llamada Lucrezia Pennina que data de 1611, y donde se establece que este escultor era proveniente de Roma. Pressouyre además descubrió que Maderno firmó en un bajorrelieve ubicado en la Cappella Paolina en la Basílica de Santa María la Mayor como STEPHANVS MADERNVS ROMANVS F.

### Carrera artística

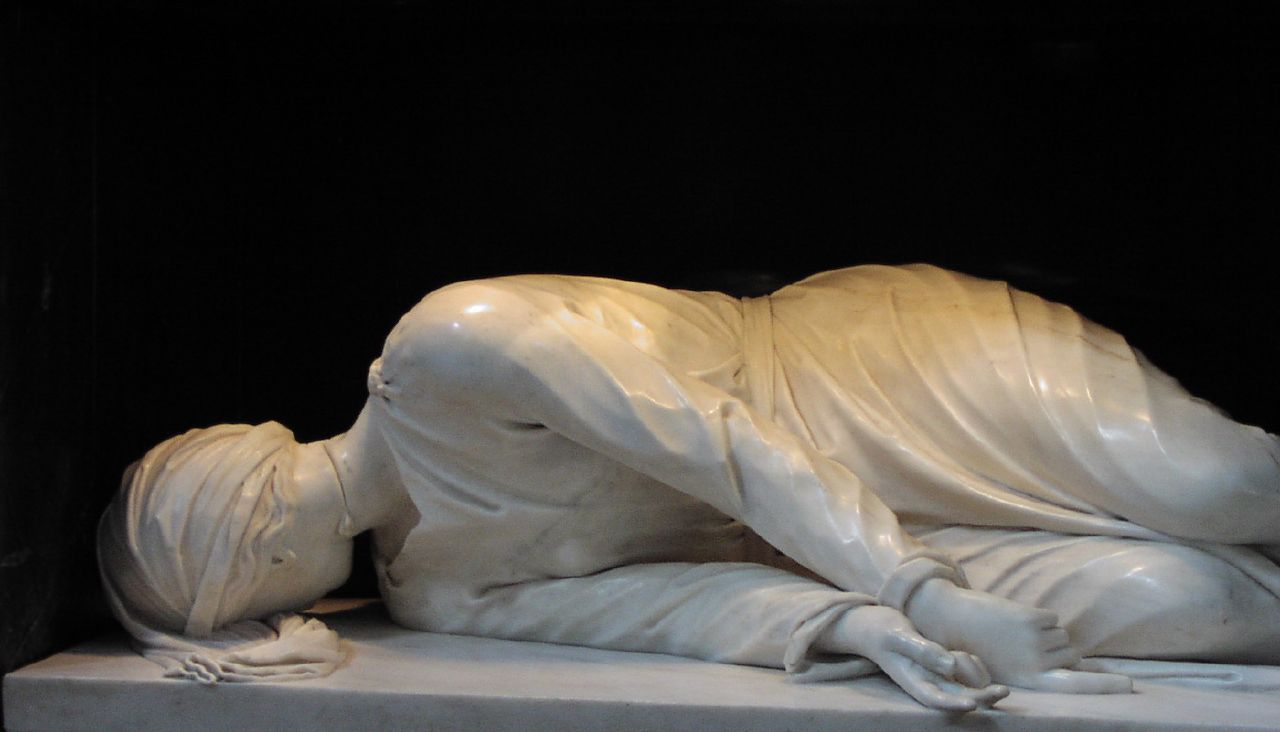
El martirio de Santa Cecilia, obra maestra de Stefano Maderno ubicada en la Basílica de Santa Cecilia en Trastevere.

El cardenal Paolo Emilio Sfondrato de la Basílica de Santa Cecilia en Trastevere inició una búsqueda de la tumba de Santa Cecilia en el interior de la iglesia y el 20 de octubre de 1599 se descubrió el cuerpo entero e incorrupto de la Santa. A partir de este momento, Maderno que contaba en ese momento con 23 años de edad, fue comisionado para que reconstruyera el altar de la iglesia, y para que realizara una escultura de Santa Cecilia en mármol.
Existen muchas teorías de cómo Maderno realizó esta obra y algunos escritores como Giovanni Baglione han manifestado que la estatua fue esculpida después de un análisis exhaustivo del cuerpo inerte de la santa. No obstante, existen otras teorías en las que se asegura que Maderno se basó en la descripción de Antonio Bosio sobre el cadáver en el momento del descubrimiento.
Maderno ha sido reconocido mayoritariamente por su escultura de Santa Cecilia, la cual exhibe naturalidad y ninguna postura teatral o establecida. Esta escultura era una reconvención a las complicaciones Manieristas, a las cuales Maderno confrontaba mediante el uso de un perfil dramático y una pose rígida y sin vida. De acuerdo a los convenios artísticos de la época, esta no era una representación inmaculada de un santo, sino una expresión gráfica de un cuerpo incorrupto, que revela su postura original. Maderno culminó su escultura de mármol aproximadamente en el año 1600, y esta obra es conocida con el nombre de El martirio de Santa Cecilia.
Al concluir con la obra de Santa Cecilia, Maderno obtuvo inmediatamente popularidad y reconocimiento. De esta manera, fue elegido como miembro de la Accademia di San Luca en 1607, y se convirtió en un eminente escultor de su generación, exactamente en la cúspide entre el Manierismo y el Barroco. Durante esta época uno de sus rivales fue Camillo Mariani, a pesar de que años más tarde su fama eclipsó aun con más fuerza debido al surgimiento de Gian Lorenzo Bernini.
Entre algunas de sus obras esta la escultura en mármol para la tumba de Michele Bonellii o también conocido como Cardenal Alessandrino, denominada Prudencia (1601), que se encuentra en la basílica de Santa Maria sopra Minerva. También realizó dos bajorrelieves para el Papa Paulo V, en la Cappella Paolina en la Basílica de Santa María la Mayor(1608-1615), que incluyen a San Matías y San Epafrás, el relieve en bronce Milagro de la Nieve y el relieve en mármol de Rodolfo II de Hungría atacando a los turcos para la tumba de Paulo V. Además, se cree que la estatua de San Pedro en la fachada del Palacio del Quirinal pertenece a su autoría. Asimismo otra de sus obras artísticas es la escultura de San Carlos Borromeo en la iglesia de San Lorenzo en Dámaso, figuras decorativas de putti en la Capilla Sixtina de Santa María la Mayor, y varias esculturas para el altar mayor de la iglesia Santa Maria della Pace que incluyen ángeles y la Virgen de Loreto, Santa Maria Sopra Minerva, y las figuras del pedimento del altar llamadas La paz y la justicia (1614). Este último trabajo, causó la admiración de su mecenas, Gaspare Rivaldi, quien le procuró un cargo en la oficina de aduanas en el puerto de Ripetta.
Stefano Maderno falleció en Roma el 17 de septiembre de 1636.

## Antología de sus trabajos
| Obra                                        | Año         | Lugar                                   |
| ------------------------------------------- | ----------- | --------------------------------------- |
| El martirio de Santa Cecilia                | 1600        | Basílica de Santa Cecilia en Trastevere |
| Prudencia                                   | 1601        | Santa Maria sopra Minerva               |
| Nicodemo con el cuerpo de Cristo            | 1605        | Museo del Hermitage                     |
| San Matías y San Epafras                    | 1608-1609   | Basílica de Santa María la Mayor        |
| Milagro de la Nieve                         | 1610        | Basílica de Santa María la Mayor        |
| Rodolfo II de Hungría atacando a los turcos | 1613-1615   | Basílica de Santa María la Mayor        |
| La paz y la justicia                        | 1614        | Santa Maria della Pace                  |
| Farnese Hercules                            | 1617        | Museo Ashmolean                         |
| Hércules con el infante Télefo              | 1620        | Museo del Hermitage                     |
| Hércules y Caco                             | 1621        | Ca' d'Oro                               |
| Hércules y el león Nemeo                    | 1621        | Ca' d'Oro                               |
| Hércules y Anteo                            | 1622        | Ca' d'Oro                               |
| Hércules y Anteo                            | 1622 - 1625 | Museo de arte de Cincinnati             |
| Laocoonte                                   | 1630        | Museo del Hermitage                     |